# II. třída okresu Žďár nad Sázavou
II. třída okresu Žďár nad Sázavou (Okresní přebor II. třídy) patří společně s ostatními druhými třídami mezi osmé nejvyšší fotbalové soutěže v Česku. Je řízena Okresním fotbalovým svazem Žďár nad Sázavou. Hraje se každý rok od léta do jara se zimní přestávkou. Účastní se jí 14 týmů z okresu Žďár nad Sázavou, každý s každým hraje jednou na domácím hřišti a jednou na hřišti soupeře. Celkem se tedy hraje 26 kol. Vítězem se stává tým s nejvyšším počtem bodů v tabulce a postupuje do I. B třídy Kraje Vysočina – skupiny B. Celkový počet sestupujících je ovlivněn počtem sestupujících z I. B třídy kraje Vysočina – skupiny B. Do II. třídy vždy postupuje vítězný a druhý tým z III. třídy.

## Vítězové
| Ročník    | Vítězný tým                       |
| --------- | --------------------------------- |
| 1962/1963 | TJ Velké Meziříčí                 |
| 1963/1964 | ...                               |
| 1964/1965 | TJ Baník Bystřice nad Pernštejnem |
| 1965–1972 | ...                               |
| 1972/1973 | TJ ŽĎAS Žďár nad Sázavou „B“      |
| 1973/1974 | TJ Sokol Dolní Loučky             |
| 1974/1975 | TJ ŽĎAS Žďár nad Sázavou „C“      |
| 1975/1976 | TJ Spartak Velká Bíteš            |
| 1976/1977 | TJ Pohledec                       |
| 1977/1978 | TJ Spartak Nedvědice              |
| 1978/1979 | ...                               |
| 1979/1980 | TJ Velké Meziříčí                 |
| 1980–1985 | ...                               |
| 1985/1986 | TJ Doubravník                     |
| 1986/1987 | TJ Sokol Rovečné                  |
| 1987/1988 | TJ Baník Bystřice nad Pernštejnem |
| 1988/1989 | TJ Radešínská Svratka             |
| 1989/1990 | TJ ŽĎAS Žďár nad Sázavou „B“      |
| 1990/1991 | TJ Jiskra Měřín                   |
| 1991/1992 | SK Svratka                        |
| 1992/1993 | TJ Sokol Radostín nad Oslavou     |
| 1993–1995 | ...                               |
| 1995/1996 | TJ Rozsochy                       |
| 1996–2000 | ...                               |
| 2000/2001 | SK Osová Bítýška                  |
| 2001/2002 | TJ Sokol Rovečné                  |
| 2002/2003 | Baník Dolní Rožínka               |
| 2003/2004 | SK FC Křižanov                    |
| 2004/2005 | TJ Družstevník Bory               |
| 2005/2006 | FC Velké Meziříčí „B“             |
| 2006/2007 | TJ Jiskra Měřín                   |
| 2007/2008 | TJ Sokol Křoví                    |
| 2008/2009 | FK Železárny Štěpánov             |
| 2009/2010 | FC ŽĎAS Žďár nad Sázavou „B“      |
| 2010/2011 | TJ Družstevník Bory               |
| 2011/2012 | FC Spartak Velká Bíteš „B“        |
| 2012/2013 | TJ Sokol Radostín nad Oslavou     |
| 2013/2014 | TJ Moravec                        |
| 2014/2015 | FK TJ Radešínská Svratka          |
| 2015/2016 | SK Pernštejn Nedvědice            |
| 2016/2017 | FC Bohdalov                       |
| 2017/2018 | SK Transformátor Počítky          |
| 2018/2019 | FC Hamry nad Sázavou              |
| 2019/2020 | SK FC Křižanov                    |
| 2020/2021 | nedohráno Covid-19                |
| 2021/2022 |                                   |
| 2022/2023 | TJ Rozsochy                       |

Poznámky
- 2019/20 a 2020/21: Tyto soutěžní ročníky nebyly dohrány a vítězem byl vyhlášen tým s největším počtem bodů.